# Set Fire to Flames
Set Fire to Flames est un groupe de post-rock canadien, originaire de Montréal, au Québec. Il est composé de treize musiciens canadiens. Le groupe est souvent considéré comme étant un projet parallèle de Godspeed You! Black Emperor, et les deux ensemble musicaux partagent de nombreux musiciens.
Leurs deux albums sont enregistrés « en ayant peu ou pas dormi, avec des niveaux variables d'intoxication, et dans un confinement physique », avec comme résultat une musique aux airs surnaturels. Leur deuxième album fut enregistré dans une grande ferme d'Ontario ; on peut y entendre des portes qui craquent et autres bruits de fond dans les morceaux. Nombre de leurs compositions sont très minimalistes, remplies de bruits d'ambiance et de divers autres effets sonores non musicaux, juxtaposés ou combinés avec de la musique instrumentale.

## Biographie
Set Fire to Flames est initié par David Bryant. le groupe compte deux albums studio aux labels Alien8 Recordings et FatCat Records, et sur leur propre label, 130701 Records, qui est lancé en 2001. Leur premier album, Sings Reign Rebuilder, est publié en octobre la même année. Leur deuxième album, Telegraphs in Negative/Mouths Trapped in Static, suit en 2003. Il est enregistré en campagne en Ontario.
La plupart des chansons de ces albums sont minimaliste, pleine de bruits ambiants et autres effets sonores non-musicaux, juxtaposé ou mêlés à de la musique instrumentale. Les deux couvertures sont prises par le photographe Michael Ackerman. 
Un troisième album est enregistré en collaboration avec le groupe Jackie-O Motherfucker, mais ne sera jamais publié. En 2009, une composition issue de leur premier album est incluse dans une compilation publiée par 130701. En 2016, une chanson inédite apparait dans la compilation Eleven Into Fifteen.

## Discographie
- 2001 : Sings Reign Rebuilder
- 2002 : Telegraphs in Negative/Mouths Trapped in Static
- 2009 : Floored Memory….Fading Location (chanson : Steal Compass/Drive North/Disappear)
- 2016 : Eleven into Fifteen: a 130701 Compilation (chanson : Barn Levitate)